# Jordán Bruno Genta
Jordán Bruno Genta (Buenos Aires, 2 de outubro de 1909 — Buenos Aires, 27 de outubro de 1974) foi um escritor, filósofo, jornalista e professor católico argentino.

## Biografia
Nascido em Buenos Aires no dia 2 de Outubro de 1909, filho de Carlos Luis Genta, um anarquista ateu que o nomeou em homenagem ao Giordano Bruno, monge italiano condenado e morto pela Santa Inquisição por heresia. Ele estudou no Colégio Nacional Mariano Moreno. Ele se formou na Faculdade de Filosofia e Literatura na Universidade de Buenos Aires em 1933. No ano seguinte começou a lecionar na Universidad Nacional del Litoral e no Instituto del Profesorado de Paraná, onde ensinava Lógica e Epistemologia, Crítica do Conhecimento, Sociologia e Metafísica. Ao mesmo tempo, se iniciou o seu processo de conversão à filosofia cristã, primeiramente, e enfim mais tarde à fé Católica.
Em 1943 foi nomeado decano da Universidad Nacional do Litoral e no ano seguinte reitor do Instituto del Profesorado de Buenos Aires, uma posição que manteve até sua demissão em Maio de 1945. Em 1946 ele fundou uma cátedra privada de filosofia, na qual lecionou até sua morte no dia 27 de Outubro de 1974, quando foi assassinado pelo ERP-22. Seus trabalhos incluem as áreas dos Problemas Fundamentais da Filosofia, Sociologia Política, Psicologia, Ideologias, Comunismo, Contrarrevolução, Política Cristã e inúmeros artigos de jornais, cursos e conferências.

## Legado
As ideias de Genta influenciaram setores do governo militar de facto, especialmente o Processo de Reorganização Nacional (1976-1983).

## Obras em Português
- O Manifesto Católico. Rio de Janeiro: Editora Centro Dom Bosco. 2021.
- Como Atuar na Guerra Contrarrevolucionária. Rio de Janeiro: Editora Centro Dom Bosco. 2021.
- Comunismo: A Inevitável Consequência do Livre Exame Protestante. Rio de Janeiro: Editora Centro Dom Bosco. 2022.

## Ver Também
- Revolução de 43
- Doutrina Social da Igreja
- Centro Dom Bosco